# Жакоду
Жакоду (рум. Jacodu) — село у повіті Муреш в Румунії. Входить до складу комуни Вецка.
Село розташоване на відстані 232 км на північний захід від Бухареста, 31 км на південний схід від Тиргу-Муреша, 106 км на південний схід від Клуж-Напоки, 96 км на північний захід від Брашова.

## Населення
За даними перепису населення 2002 року у селі проживали 294 особи.
Національний склад населення села:
| Національність | Кількість осіб | Відсоток |
| -------------- | -------------- | -------- |
| угорці         | 245            | 83,3%    |
| цигани         | 47             | 16,0%    |

Рідною мовою назвали:
| Мова      | Кількість осіб | Відсоток |
| --------- | -------------- | -------- |
| угорська  | 243            | 82,7%    |
| циганська | 47             | 16,0%    |